# Donna Leon – Ewige Jugend
Ewige Jugend ist ein deutscher Fernsehfilm von Sigi Rothemund aus dem Jahr 2019, der auf dem gleichnamigen Roman von Donna Leon basiert. Es handelt sich um die 25. Episode der ARD-Kriminalfilmreihe Donna Leon mit Uwe Kockisch als Commissario Brunetti in der Hauptrolle.

## Handlung
Commissario Brunetti, der eigentlich nicht gerne anderen Geschenke macht, liest der 80-jährigen Contessa Lando-Continui jeden Wunsch von den Lippen ab. Sie bittet ihn, ein vor 15 Jahren vertuschtes Familienunglück aufzuklären. Ihre inzwischen 30-jährige Enkelin Manuela war damals nach einem Sturz in den Rio San Polo fast ertrunken. Von dem damaligen Vorfall erlitt sie wegen des Sauerstoffmangels bleibende Gehirnschäden, sodass sie sich auf einem geringen geistigen Niveau befindet. Ihr einstiger Lebensretter wurde nun nach all dieser Zeit erstochen, und Brunetti macht sich an die Ermittlungen.

## Hintergrund
Ewige Jugend wurde vom 11. April 2018 bis zum 16. Juni 2018 zeitgleich mit der 26. (und letzten) Episode Stille Wasser in Venedig und Umgebung gedreht. Die Erstausstrahlung auf Das Erste erfolgte am 18. April 2019 zur Hauptsendezeit. Am 3. Januar 2020 erschien die Episode gemeinsam mit dem nachfolgenden Fall Stille Wasser durch die Universum Film als Krimi-Edition auf DVD.
Ewige Jugend ist die letzte Folge der Serie, an der der Schauspieler Michael Degen in der Rolle des Vice Questore Patta mitgewirkt hat. Patta erscheint allerdings lediglich in zwei kurzen Video-Nachrichten, in denen er einen Grund für seine Abwesenheit nennt und die Erwartung äußert, dass Venedig bei Commissario Brunetti in guten Händen ist.

## Kritik
Die Kritiker der Fernsehzeitschrift TV Spielfilm vergaben dem Film eine mittlere Wertung und zeigten mit dem Daumen zur Seite. Sie konstatierten, dass die Handlung „wie im Buch zu weit hergeholt und folglich unglaubwürdig“ sei.
Tilmann P. Gangloff entschied sich in seiner Kritik auf tittelbach.tv ebenfalls für eine mittlere Wertung (3,5 von 6 Sternen). Die Geschichte sei zwar „durchaus interessant“, die Folge dennoch „im Rahmen der Reihe allenfalls Durchschnitt“. Für einen „richtigen Krimi“ sei sie „nicht spannend genug“. Die für die Serie typischen Impressionen des touristischen Venedigs drückten zudem „ganz erheblich aufs Tempo“.